# Saint-Lambert-la-Potherie
Saint-Lambert-la-Potherie är en kommun i departementet Maine-et-Loire i regionen Pays de la Loire i nordvästra Frankrike. Kommunen ligger i kantonen Angers-Nord som tillhör arrondissementet Angers. År 2022 hade Saint-Lambert-la-Potherie 2 961 invånare.

## Befolkningsutveckling
Antalet invånare i kommunen Saint-Lambert-la-Potherie
| Referens: INSEE |